# Zerkalo.io
Zerkalo.io是白俄罗斯的一個互联网门户網站。白俄罗斯當局封锁了Tut.By後， 2021年7月8日，Zerkalo.io開始運作，在開設當天就立即被白俄罗斯當局封锁。網站負責人表示，如果白俄羅斯當局不再封鎖Tut.By，Zerkalo.io會停止運營。
2021年8月13日，明斯克中央地方法院认定Zerkalo.io是一個极端主义網站。Zerkalo.io的負責人认为此舉是“对新闻业的谋杀和企图抹去白俄罗斯历史” 。